# Parc Municipal de Ciutat de Luxemburg
El Parc Municipal de Ciutat de Luxemburg (en francès: Parc de la Ville) és un jardí públic urbà de la ciutat de Luxemburg situat al sud de Luxemburg. La vora oriental flanqueja amb el boulevard du Prince Henri i, juntament amb les valls de l'Alzette i Pétrusse, forma una frontera que separa el barri Ville Haute de la resta de la ciutat. La superfície del parc és de 20 hectàrees.
Aquest arc verd es divideix en seccions separades per l'avinguda de Monterrey, l'avinguda Émile Reuter, i l'avinguda de la Porte-Neuve. L'àrea delimitada per aquestes carreteres és d'aproximadament 20 hectàrees. La secció més meridional del parc es diu Edmund Klein Park.

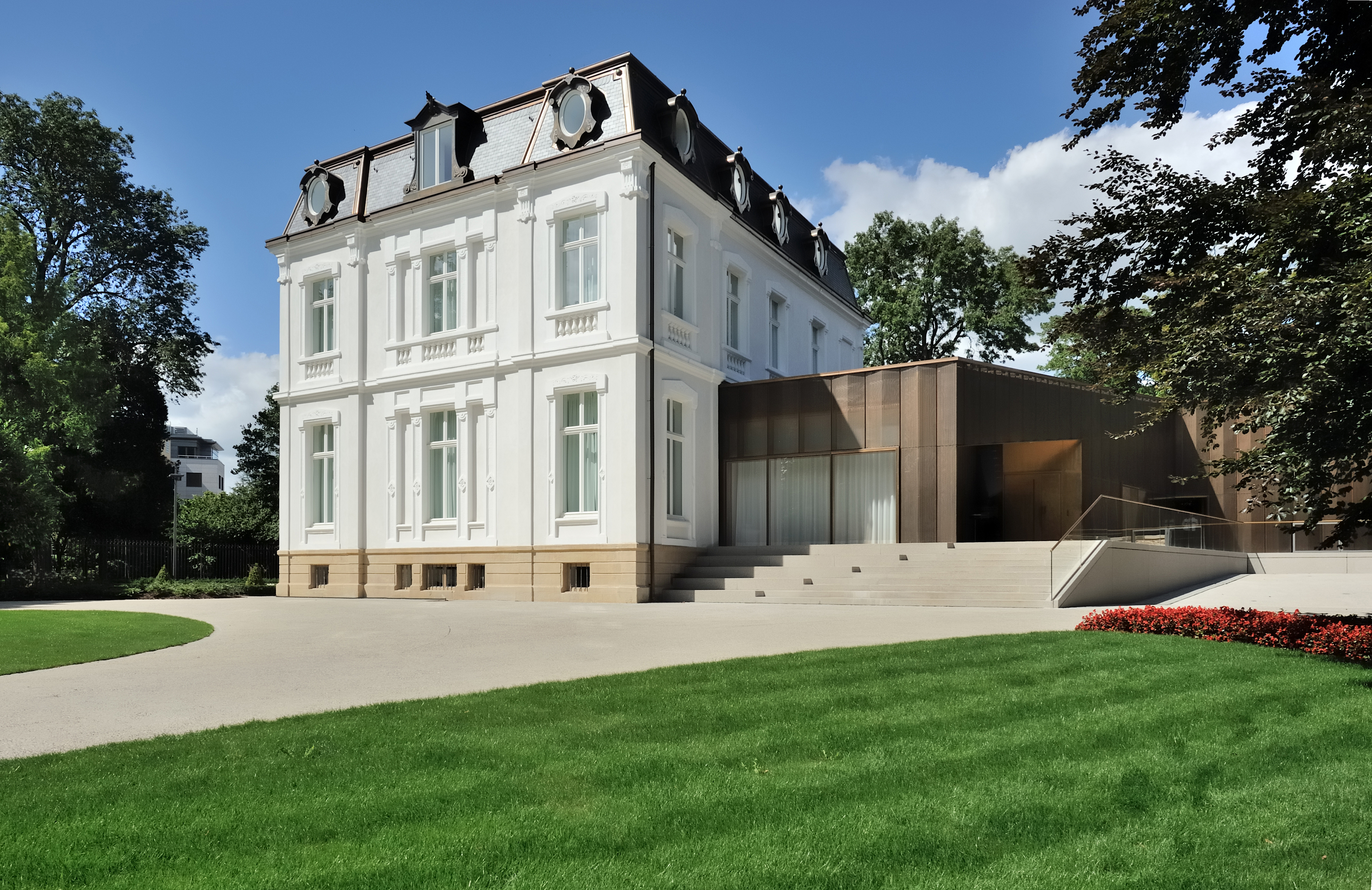
La Villa Vauban a l'interior del parc

El parc va ser creat després de la demolició de la fortalesa de la ciutat sota el Tractat de Londres de 1867. L'arquitecte, paisatgista i botànic francès Edouart André presenta al govern luxemburguès un projecte sobre el futur parc municipal de la ciutat de Luxemburg el 2 de juny de 1871.
El parc és la ubicació de la Vila Louvigny, en la secció més meridional, i la Vila Vauban, a través de l'avinguda Émile Reuter.